# Goliathkikker
De goliathkikker (Conraua goliath) is een kikker uit de familie Conrauidae.
De soort werd voor het eerst wetenschappelijk beschreven door George Albert Boulenger in 1906. Oorspronkelijk werd de wetenschappelijke naam Rana goliath gebruikt. Lange tijd was deze wetenschappelijke naam gangbaar en behoorde de soort tot de familie echte kikkers (Ranidae).

## Uiterlijke kenmerken
De goliathkikker kan een lengte bereiken van 17 tot 32 centimeter exclusief poten en weegt dan meer dan 3 kilo. Hiermee is de soort een van de grootste kikkersoorten ter wereld. Slechts enkele andere kikkers worden groter, zoals de reuzenpad (Rhinella marina).

## Verspreiding en habitat
De goliathkikker komt voor in delen van westelijk Afrika, en leeft in de landen Kameroen en Equatoriaal-Guinea. De habitat van de goliathkikker bestaat uit regenwouden en dichte bossen, liefst bij snelstromende riviertjes. Deze soort is niet alleen voor de voortplanting afhankelijk van water maar blijft het hele leven in de buurt. De kikker ligt dan half onder de waterlijn op prooidieren te wachten die vervolgens in één keer worden doorgeslikt.
Waarschijnlijk is deze kikker een 'trigger-soort'; als door vervuiling en andere menselijke invloeden de meeste natuurlijke vijanden verdwijnen, kan dit dier zich explosief vermenigvuldigen en in zeer korte tijd andere soorten van de kaart vegen.

## Levenswijze
Het enige criterium waar een prooi aan moet voldoen is dat deze kleiner is dan de kikker zelf, verder kijkt het dier niet zo nauw. Vooral ongewervelden als insecten, maar ook knaagdieren, vogels, slangen en hagedissen worden verorberd; mocht de prooi weerbaar of te groot blijken dan wordt deze weer uitgespuugd. De larven eten met name waterplanten en de volwassen kikkers zelf worden door de plaatselijke bevolking als delicatesse beschouwd.

## Bescherming
De goliathkikker komt in grote delen van zijn verspreidingsgebied nog vrij algemeen voor. Volgens IUCN-criteria gaat de soort echter hard achteruit en is zijn lokale verspreiding teruggelopen met 50% in vijftien jaar tijd. De trend is verdere verlaging van de populatiedichtheid door de jacht en visserij. Ook worden jonge dieren regelmatig gedood als bijvangst.
In Kameroen zijn er afspraken gemaakt met vissersdorpen en lokale overheden om de kikkers te sparen in verband met het ecologisch belang en het lijkt erop dat deze methodes van preventie van de kwetsbare en unieke soort vruchten afwerpen.